# Uhřínovice (Voděrady)
Uhřínovice (německy Aurschinowitz) je vesnice, část obce Voděrady v okrese Rychnov nad Kněžnou. Nachází se asi 2 km na jihovýchod od Voděrad. Prochází zde silnice II/320. V roce 2009 zde bylo evidováno 59 adres. V roce 2001 zde trvale žilo 134 obyvatel.
Uhřínovice leží v katastrálním území Uhřínovice u Voděrad o rozloze 3,06 km2.

## Historie
První písemná zmínka o obci pochází z roku 1387.

## Pamětihodnosti
- Tvrz na výšině nad rybníkem

## Galerie

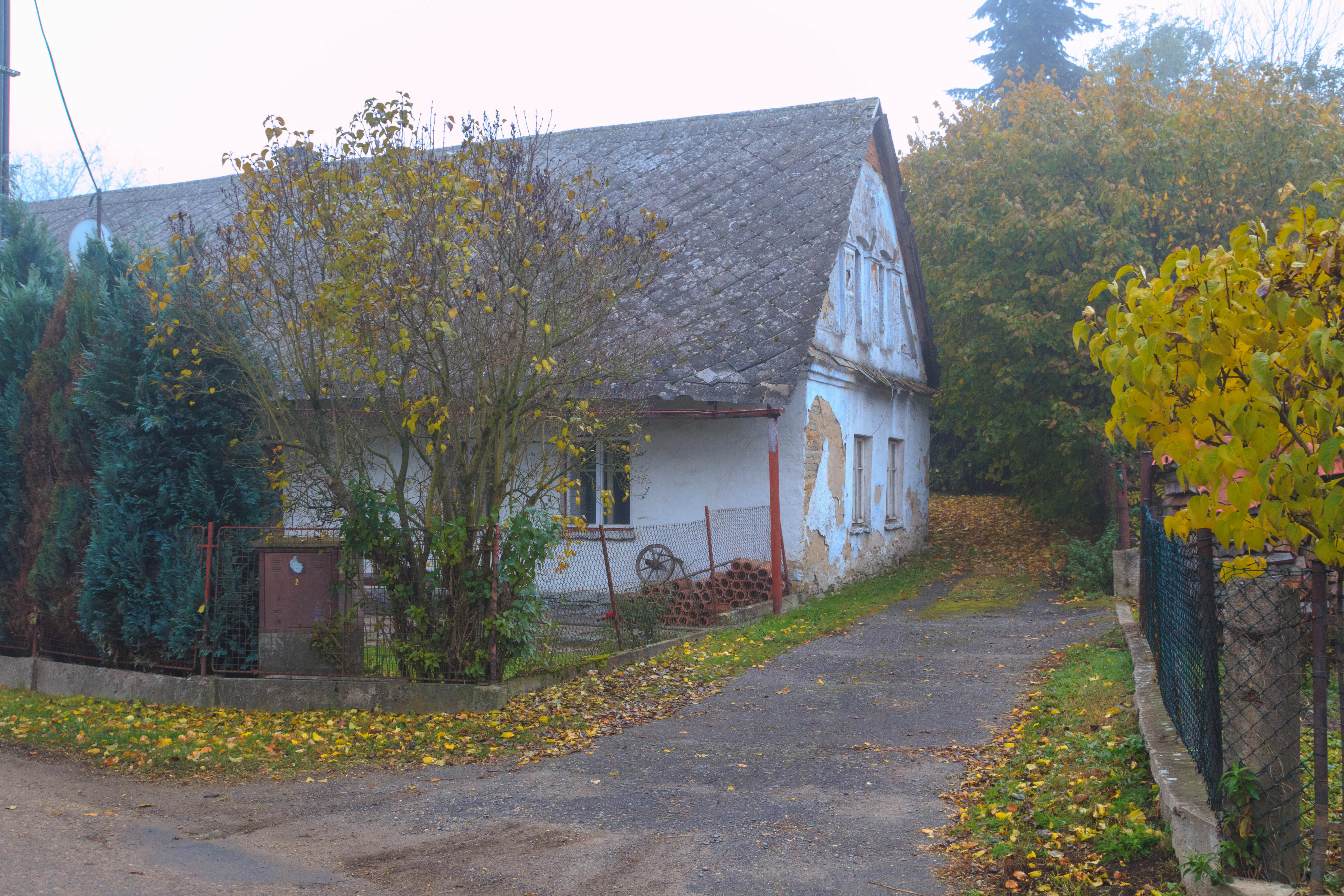
Uhřínovice u Voděrad - čp. 54
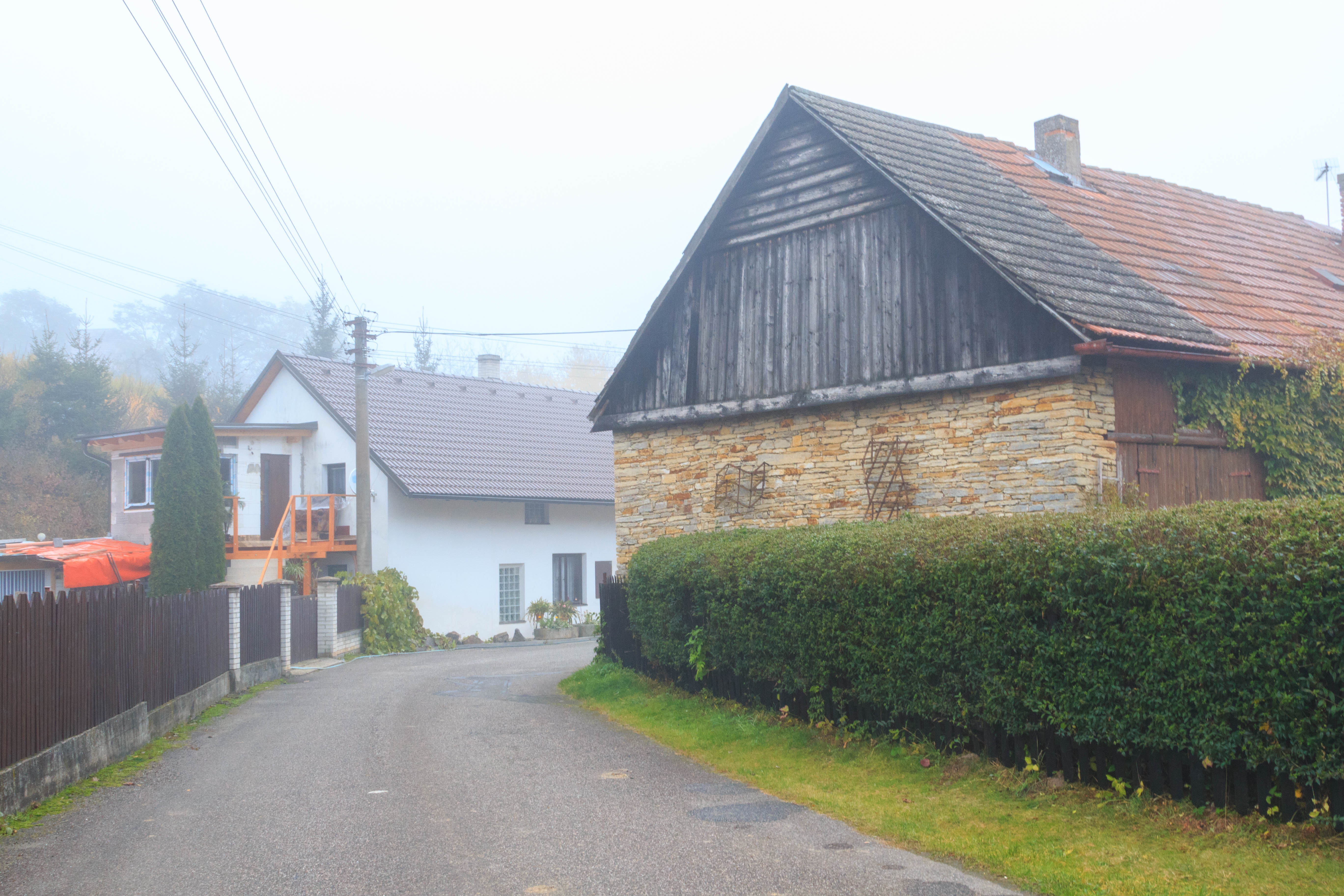
Uhřínovice u Voděrad - čp. 25
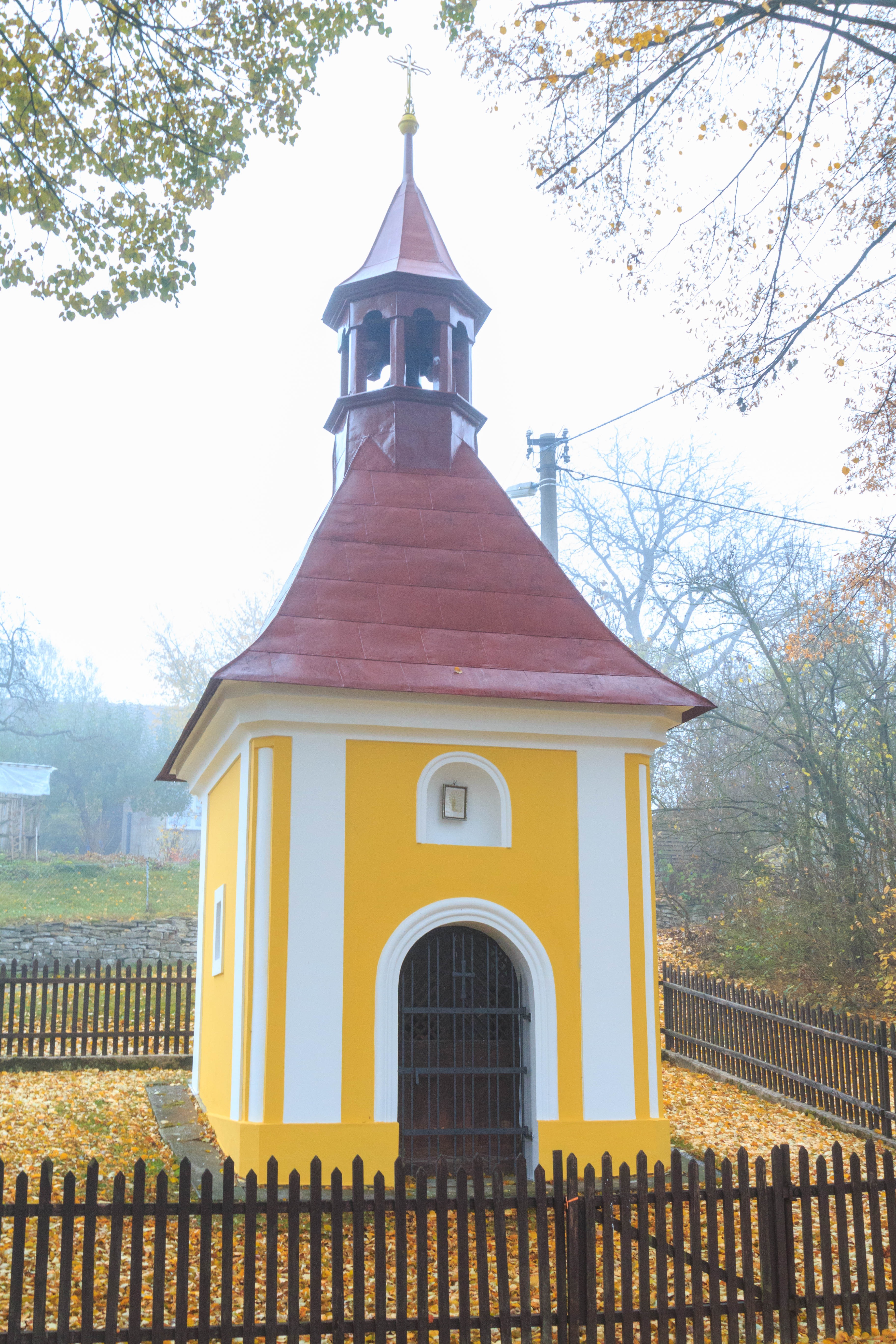
Uhřínovice u Voděrad - kaple
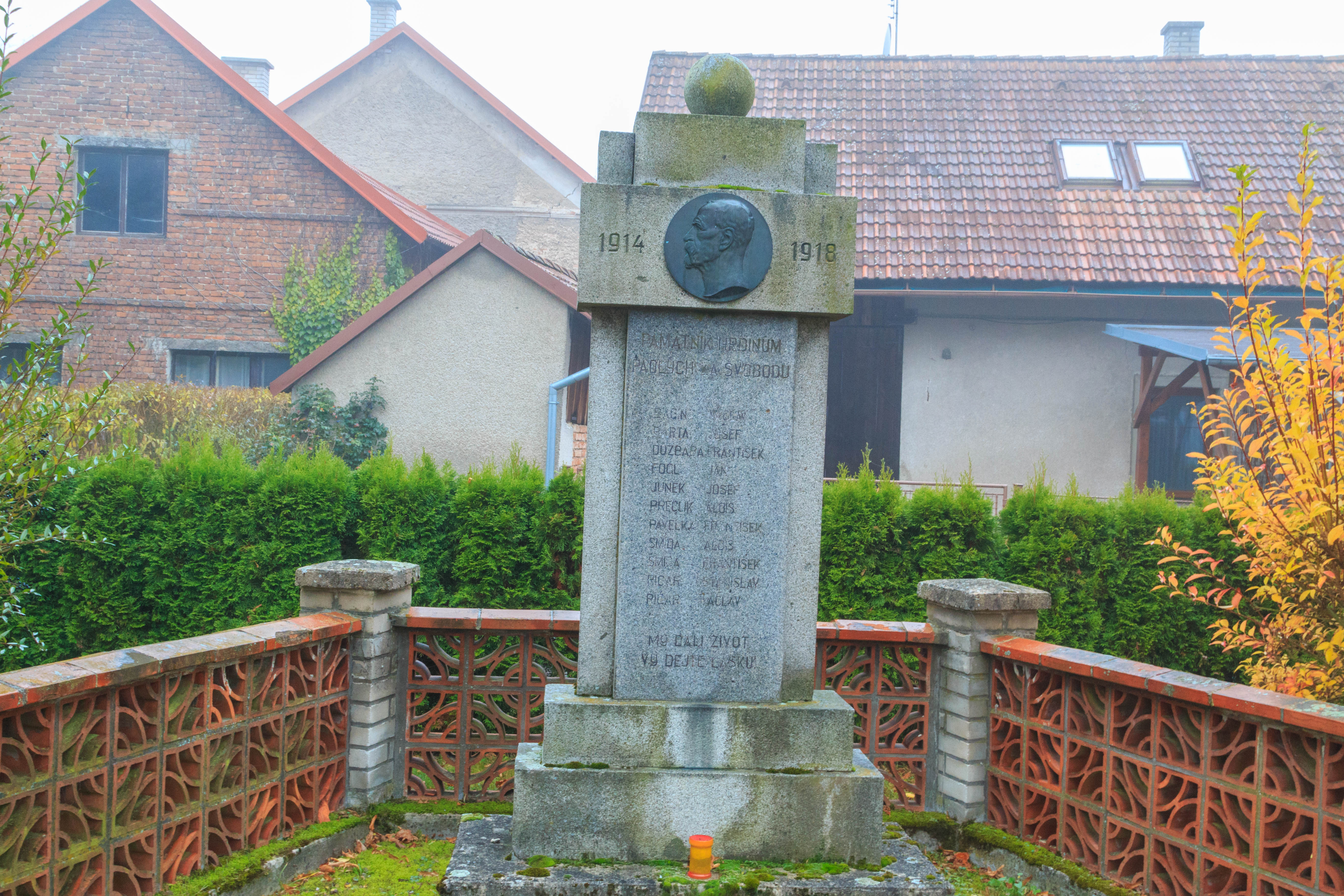
Uhřínovice u Voděrad - pomník padlých